# Serie A1 1963/64
Die Saison 1963/64 war die 30. Spielzeit der Serie A1, der höchsten italienischen Eishockeyspielklasse. Meister wurde zum insgesamt sechsten Mal in der Vereinsgeschichte SG Cortina.

## Modus
Die sechs Mannschaften absolvierten in der Hauptrunde jeweils zehn Spiele. Die drei Erstplatzierten der Hauptrunde qualifizierten sich für die Finalrunde, deren Erstplatzierter Meister wurde. Für einen Sieg erhielt jede Mannschaft zwei Punkte, bei einem Unentschieden gab es einen Punkt und bei einer Niederlage null Punkte.

## Hauptrunde
|    | Klub              | Punkte |
| -- | ----------------- | ------ |
| 1. | SG Cortina        | 19     |
| 2. | HC Bozen          | 16     |
| 3. | HC Ortisei        | 11     |
| 4. | HC Diavoli Milano | 8      |
| 5. | SSV Bozen         | 6      |
| 6. | HC Torino         | 0      |

## Finalrunde
|    | Klub       | Punkte |
| -- | ---------- | ------ |
| 1. | SG Cortina | 27     |
| 2. | HC Bozen   | 16     |
| 3. | HC Ortisei | 15     |

## Meistermannschaft
Isidoro Alverà – Dino Costantini – Alberto Da Rin – Gianfranco Da Rin – Bruno Frison – Paolo Gaspari – Bruno Ghedina – Ivo Ghezze – Ernesto Franceschi – Giuseppe Lorenzi – Francesco Macchietto – Giovanni Mastel – Giulio Oberhammer – Jack Siemon – Giulio Verocai